# Партия единства (Венгрия)
Партия единства (венг. Egységes Párt) — политическая партия в Венгрии, основанная в 1921 году премьер-министром страны Иштваном Бетленом. Вскоре после своего образования партия завоевала большинство мест в венгерском парламенте на выборах 1922 года. 27 октября 1932 года партия была переименована в Партию национального единства (венг. Nemzeti Egység Pártja), а со 2 февраля 1939 года носила название Партия жизни (Партия венгерской жизни, венг. Magyar Élet Pártja).
Её зачастую называли «правительственной партией», поскольку она была правящей партией хортистской Венгрии на протяжении всего своего существования.
Партия, первоначально скорее аграрная и консервативная, развивалась подобно фашистским движениям, создав собственную милицию. Фашистские устремления появились при Дьюле Гёмбёше, бывшем премьер-министром Венгрии с 1932 по 1936 год. Так он заявлял о намерении партии добиться «полного контроля над общественной жизнью страны». На выборах 1935 года Гёмбёш выступал за создание «унитарной венгерской нации без классовых различий».
Партия получила подавляющее большинство мест в венгерском парламенте на выборах в мае 1939 года. У неё оказалось 72 процента мест в парламенте и 49 процентов голосов избирателей на выборах. Это был крупный прорыв для крайне правых в Венгрии. Партия вела националистическую пропаганду, а некоторые её члены симпатизировали нацистской Партии скрещённых стрел.
Фракция наиболее пронацистски настроенных членов во главе с бывшим лидером партии Белой Имреди отделилась от партии в октябре 1940 года, чтобы сформировать Партию венгерского обновления (венг. Magyar Megújulás Pártja), на острой повестке дня которой был еврейский вопрос.

## Результаты на выборах

### Национальное собрание Венгрии
| Выборы | Голоса    | Голоса | Голоса | Места      | Места | Место | Правительство                 | Лидер         |
| Выборы | #         | %      | ± %    | #          | +/−   | Место | Правительство                 | Лидер         |
| ------ | --------- | ------ | ------ | ---------- | ----- | ----- | ----------------------------- | ------------- |
| 1922   | 623,201   | 38.2 % | ▲38.2  | 140 из 245 | ▲ 140 | 1-е   | Партия единства               | Иштван Бетлен |
| 1926   | 482,086   | 42.2 % | ▲4.0   | 161 из 245 | ▲ 21  | 1-е   | Партия единства               | Иштван Бетлен |
| 1931   | 603,576   | 40.0 % | ▼2.2   | 149 из 245 | ▼ 12  | 1-е   | Партия единства               | Иштван Бетлен |
| 1935   | 879,474   | 44.6 % | ▲4.6   | 164 из 245 | ▲ 15  | 1-е   | Партия национального единства | Дьюла Гёмбёш  |
| 1939   | 1,824,573 | 49.5 % | ▲4.9   | 181 из 260 | ▲ 17  | 1-е   | Партия жизни                  | Пал Телеки    |

## Галерея

Эмблема партии (Партия венгерской жизни) с 1939 года
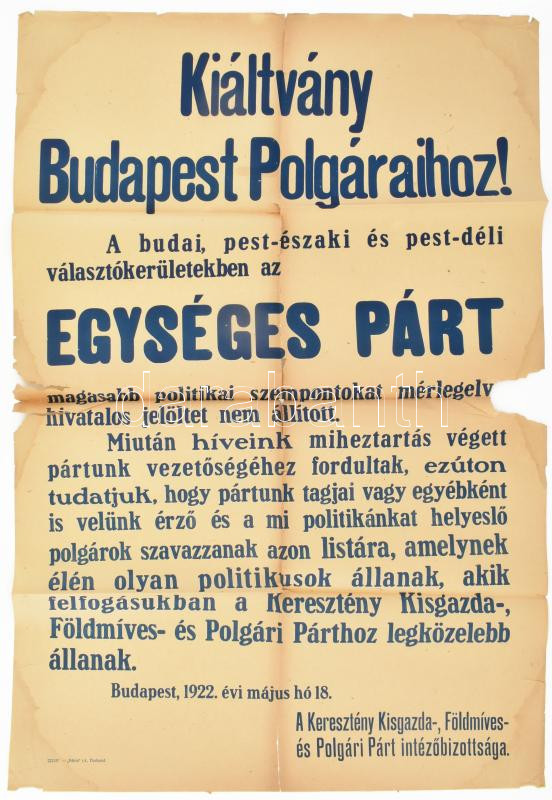
Плакат Парти единства (18 мая 1922 года)